# The Climb (film)
Pour les articles homonymes, voir The Climb.
Pour plus de détails, voir Fiche technique et Distribution.
The Climb est une comédie dramatique américaine co-écrite et réalisée par Michael Angelo Covino, sortie en 2019.

## Synopsis
Kyle et Mike sont les meilleurs amis du monde. Un jour, pendant l'ascension à vélo du col de Vence, Kyle annonce à Mike qu'il doit épouser Ava mais ce dernier lui annonce qu'il a couché avec elle. Kyle arrête de le voir mais ne semble pas trop lui en vouloir. Mike vit seul dans l'abandon. Par compassion, Mike est invité à Noël par un parent de Kyle. Kyle et Marissa, sa nouvelle fiancée, doivent supporter un homme désespéré. Elle souhaite qu'il s'en aille mais Mike ne veut pas l'abandonner. L'amitié renait entre les deux hommes. Mike veut que Kyle quitte sa femme. Il y a dispute et demande de déménagement entre les deux amoureux. Mike finit par assister au mariage de son ami alors qu'il  a encore des sentiments pour Marissa. Mais, jusqu'à quand vont-ils pouvoir le supporter ?

## Fiche technique
- Titre français : The Climb
- Réalisateur : Michael Angelo Covino
- Assistant réalisateur : Chadd Harbold
- Scénario : Michael Angelo Covino et Kyle Marvin
- Direction artistique (décors) : Kaili Corcoran et Leo Swartz
- Costumes : Callan Stokes
- Directeur de photographie et cadreur : Zach Kuperstein
- Ingénieur du son : Clayton Perry
- Montage : Sara Shaw
- Musique : Martin Mabz et Jon Natchez
- Casting : Rebecca Dealy
- Producteurs : Michael Angelo Covino, Kyle Marvin et Noah Lang
- Sociétés de production : Topic Studios, Watch This Remedy
- Sociétés de distribution :
  -  États-Unis : Sony Pictures Classics
  -  France : Memento Films
- Pays d'origine : États-Unis
- Format : Couleurs - 35 mm
- Genre : comédie dramatique
- Durée : 94 minutes
- Dates de sortie :
  - France : 17 mai 2019 (Festival de Cannes 2019) / 29 juillet 2020 (sortie nationale)
  - États-Unis : 9 octobre 2020

## Distribution
- Michael Angelo Covino : Mike
- Kyle Marvin : Kyle, son meilleur ami
- Gayle Rankin : Marissa, la fiancée de Kyle
- Judith Godrèche : Ava
- Talia Balsam : Suzi, la mère de Kyle
- George Wendt : Jim, le père de Kyle
- Daniella Covino : Dani
- Eden Malyn : Bianca
- Meredith Holzman : Jackie
- Todd Barry : l'oncle Mark
- Zina Wilde : Sarah
- Eric Pumphrey : George
- Sondra James (en) : la grand-mère
- Kris Avedisian : Ronnie
- Mike Massimino : Rick
- Jazzy Williams : la caissière du cinéma

## Accueil

### Critique
En France, le site Allociné recense une moyenne des critiques presse de 3,9/5.
Pour Guillemette Odicino de Télérama, « Cette comédie spirituelle rappelle la virtuosité de Robert Altman. ».
Pour Nathalie Chifflet de Dernières Nouvelles d'Alsace, « Le muscle de cette chronique n’est pas la virilité, tout au contraire, la fragilité, la tendresse, la mélancolie. ».

## Distinctions

### Récompenses
- Festival de Cannes 2019 : Prix Coup de cœur du jury de la section Un certain regard
- Festival du cinéma américain de Deauville 2019 : Prix du jury[6]

### Sélections
- Festival international du film de Toronto 2019 : sélection en section Contemporary World Cinema
- Festival du film de Sundance 2020 : sélection en section Spotlight